# Kun en Tigger
Kun en Tigger è un cortometraggio muto del 1912 scritto, diretto e interpretato da Holger-Madsen. Il film segna l'esordio sia come regista che come sceneggiatore di Holger-Madsen che al cinema, fino ad allora, aveva sempre lavorato solo come attore.

## Produzione
Il film fu prodotto dalla Filmfabrikken Skandinavien.

## Distribuzione
Uscì nelle sale cinematografiche danesi il 19 giugno 1912 (la data può essere imprecisa, come si desume da una pubblicità apparsa sul giornale Politiken del 20 giugno 1912).